# Tordylium rugosulum
Tordylium rugosulum är en flockblommig växtart som beskrevs av Michel Gandoger. Tordylium rugosulum ingår i släktet Tordylium och familjen flockblommiga växter. Inga underarter finns listade i Catalogue of Life.